# Rajmond Debevec
Rajmond Debevec (Postumia, 29 marzo 1963) è un tiratore jugoslavo, dal 1991, sloveno.

## Carriera
Vanta otto partecipazioni ininterrotte ai Giochi olimpici da Los Angeles 1984 a Londra 2012 e ha conquistato una medaglia d'oro a Sydney 2000
Fino alla dichiarazione d'indipendenza della Slovenia, avvenuta il 25 giugno 1991, ha gareggiato per i colori della Jugoslavia.

## Palmarès
Giochi olimpici
- 3 medaglie:
  - 1 oro (carabina 50 metri 3 posizioni ad Sydney 2000).
  - 2 bronzi (carabina 50 metri 3 posizioni a Pechino 2008; carabina 50 metri a terra a Londra 2012).

Campionati mondiali
- 5 medaglie:
  - 1 oro (carabina 300 metri 3 posizioni a Lahti 2002).
  - 2 argenti (carabina 10 metri aria compressa a Mosca 1990; carabina 50 metri a terra a Lahti 2002).
  - 2 bronzi (carabina 50 metri 3 posizioni a Barcellona 1998; carabina 300 metri a terra a Zagabria 2006).

Campionati europei
- 21 medaglie:
  - 6 ori (carabina 10 metri aria compressa a Strasburgo 1994; carabina 10 metri aria compressa a Tallinn 1997; carabina 50 metri 3 posizioni, carabina 300 metri 3 posizioni a Plzeň 2003; carabina 300 metri 3 posizioni a Granada 2007; carabina 50 metri a terra a Belgrado 2011).
  - 4 argenti (carabina 300 metri 3 posizioni a Thun 1993; carabina 10 metri aria compressa a Varsavia 1997; carabina 50 metri a terra a Zagabria 2001; carabina 300 metri 3 posizioni a Belgrado 2005).
  - 11 bronzi (carabina 10 metri aria compressa a Bratislava 1987; carabina 50 metri 3 posizioni a Zagabria 1989; carabina 10 metri aria compressa a Arnhem 1990; carabina 10 metri aria compressa a Brno 1993; carabina 300 metri 3 posizioni a Boden 1995; carabina 300 metri 3 posizioni a Zagabria 2001; carabina 10 metri aria compressa a Salonicco 2002; carabina 10 metri aria compressa a Göteborg 2003; carabina 50 metri 3 posizioni a Belgrado 2005; carabina 10 metri aria compressa a Deauville 2007; carabina 300 metri 3 posizioni a Osijek 2009).

Campionati europei juniores
- 2 medaglie:
  - 1 argento (carabina 10 metri aria compressa a Oslo 1980).
  - 1 bronzo (carabina 50 metri 3 posizioni a Bucarest 1983).